# Christopher Hitchens
Christopher Hitchens (Portsmouth, Regne Unit, 13 d'abril de 1949 - Houston, Texas, EUA, 15 de desembre de 2011) va ser un escriptor i periodista anglo-estatunidenc. Va col·laborar a publicacions com New Statesman, The Nation, The Atlantic, London Review of Books, The Times Literary Supplement, Slate, i Vanity Fair.
Llicenciat en Filosofia, Ciències Polítiques i Economia pel Balliol College d'Oxford. Després d'escriure durant vint anys al setmanari nord-americà The Nation, es va oposar als governs de Ronald Reagan i Bush pare, així com a la primera guerra del Golf, i se n'acomiada el 2003 per diferències d'opinió amb la direcció de la revista.
En relació amb el seu llibre The Trial of Henry Kissinger (Judici a Kissinger), el diari britànic The Guardian va escriure: «En el seu nou i explosiu llibre, Christopher Hitchens explica per què Henry Kissinger, venerat com un cap d'estat, convidat i admirat pels grans d'aquest món, ha de ser processat per crims contra la humanitat». Christopher Hitchens mostrà reserves envers l'avortament provocat («un nen no nascut no és un tumor ni un apèndix»), però es manifestava favorable a la píndola abortiva RU 486.
Christopher Hitchens fou antiteista i antireligiós. Parlava sovint en contra de les religions abrahàmiques, o les que ell anomenava «les tres grans religions monoteistes» (judaisme, cristianisme i islam). Al seu llibre Déu no és bo, Hitchens va ampliar la seva crítica a fi d'incloure totes les religions, incloses les que rares vegades són criticades per l'antiteisme occidental com l'hinduisme i el neopaganisme. El seu llibre va tenir reaccions contradictòries, de lloança al New York Times i d'acusacions de «baixesa intel·lectual i moral» al Financial Times. Hitchens va dir en una entrevista que ell pensava que totes les persones educades han de tenir un coneixement de la Bíblia. També va afirmar que va instruir els seus fills en la història religiosa.
Va morir a l'MD Anderson Cancer Center de Houston, a conseqüència de les complicacions d'un càncer d'esòfag que li havia estat diagnosticat el 2010.
Era germà de Peter Hitchens, també periodista però de marcada ideologia conservadora.

## Obra
- 2014. Mortality, Twelve
- 2011. Hitch-22, Atlantic Books
- 2009 The Portable Atheist / Edició en castellà Dios no existe, lecturas esenciales para el no creyente.
- 2007 God Is Not Great, Warner Books, ISBN 0-446-57980-7/ Edició en castellà: Dios no es bueno, publicat per Debate.
- 2006 Thomas Paine's "Rights of Man": A Biography. Books That Shook the World/Atlantic Books, ISBN 1-84354-513-6
- 2005 Thomas Jefferson: Author of America. Eminent Lives/Atlas Books/HarperCollins Publishers, ISBN 0-06-059896-4
- 2004 Love, Poverty, and War: Journeys and Essays. Thunder's Mouth, Nation Books, ISBN 1-56025-580-3
- 2003 A Long Short War: The Postponed Liberation of Iraq. Plume Books
- 2002 Why Orwell Matters, Basic Books (US)/UK edition as Orwell's Victory, Allen Lane/The Penguin Press.
- 2001 The Trial of Henry Kissinger. Verso.
- 2001 Letters to a Young Contrarian. Basic Books.
- 2000 Unacknowledged Legislation: Writers in the Public Sphere. Verso.
- 1999 No One Left to Lie To: The Triangulations of William Jefferson Clinton. Verso. Reissued as No One Left to Lie To: The Values of the Worst Family in 2000.
- 1995 The Missionary Position (book)|The Missionary Position: Mother Teresa in Theory and Practice. Verso.
- 1993 For the Sake of Argument: Essays and Minority Reports. Verso, ISBN 0-86091-435-6
- 1990 Blood, Class, and Nostalgia: Anglo-American Ironies. Farrar, Straus & Giroux. Reissued 2004, with a new introduction, as Blood, Class and Empire: The Enduring Anglo-American Relationship, Nation Books, ISBN 1-56025-592-7)
- 1990 The Monarchy: A Critique of Britain's Favorite Fetish. Chatto & Windus, 1990.
- 1988 Prepared for the Worst: Selected Essays and Minority Reports. Hill and Wang (US)/Chatto and Windus (UK).
- 1987 Imperial Spoils: The Curious Case of the Elgin Marbles. Chatto and Windus (UK)/Hill and Wang (US, 1988) / 1997 UK Verso edition as The Elgin Marbles: Should They Be Returned to Greece? (with essays by Robert Browning and Graham Binns).
- 1984 Cyprus. Quartet. Revised editions as Hostage to History: Cyprus from the Ottomans to Kissinger, 1989 (Farrar, Straus & Giroux) and 1997 (Verso).